# Potamot de Richardson
Potamogeton richardsonii
Espèce
Synonymes
- Potamogeton perfoliatus subsp. richardsonii (A.Benn.) Hultén[1]
- Potamogeton perfoliatus var. richardsonii Benn.[2]
- Potamogeton sachalinensis (H.Lév.) H.Lév.[1]
- Spirillus perfoliatus var. richardsonii (A.Benn.) Nieuwl.[1]

Classification phylogénétique
Le Potamot de Richardson (Potamogeton richardsonii) est une espèce de plantes de la famille des Potamogetonaceae.